# Havets arbetare

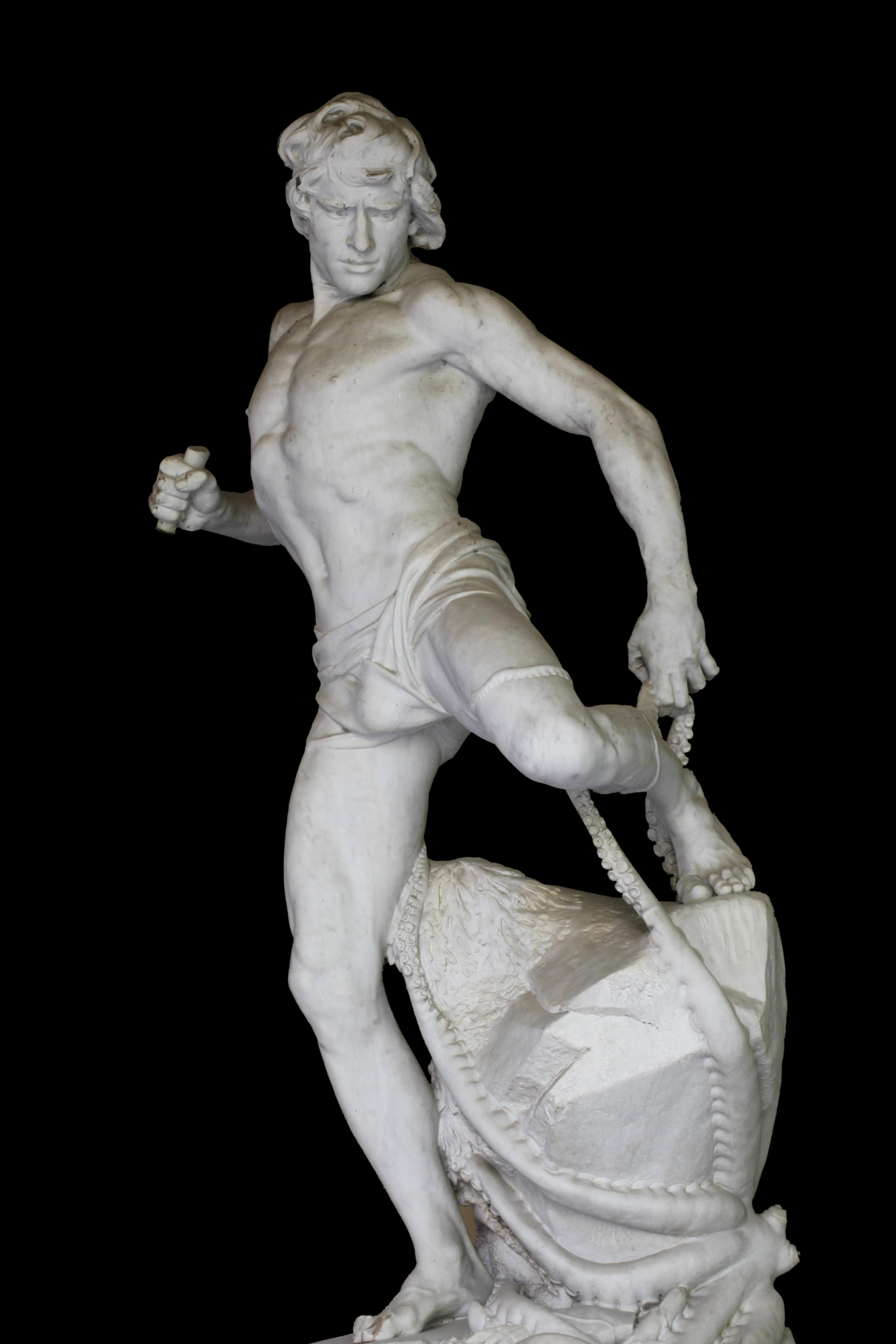
Gilliatt och bläckfisken, skulptur från 1879 av Joseph Carlier

Havets arbetare (franska: Les travailleurs de la mer) är en roman från 1866 av den franske författaren Victor Hugo. Handlingen utspelar sig bland fiskare på ön Guernsey. Huvudpersonen är den smått utstötte Gilliatt som är förälskad i Déruchette, vars morbror behöver hjälp med att bärga motorn från sin båt—öns första ångbåt—som har gått på grund på ett farligt rev. I en känd scen tvingas Gilliatt strida mot en stor bläckfisk. Hugo skrev boken på Guernsey där han bodde från 1855 till 1870.
Romanen utkom på svenska 1866 i översättning av Otto Wilhelm Ålund. En nyöversättning av Tom Wilson gavs ut 1908. En översättning av Åke Malmström gavs ut 1928. 
Boken är förlaga till flera filmer, bland annat Smugglarskeppet från 1953 i regi av Raoul Walsh.